# Erich Fuchs (Politiker)

Erich Fuchs

Erich Fuchs (* 23. Mai 1894 in Insterburg; † 9. April 1945 in Königsberg) war ein deutscher Politiker (NSDAP).

## Leben und Wirken
Nach dem Besuch der Knaben-Mittelschule in Insterburg schlug Erich Fuchs 1915 die kaufmännische Laufbahn ein. Von 1915 bis 1918 nahm er mit dem Grenadier-Regiment Nr. 3, Königsberg, und dem 1. Maschinen-Gewehr-Regiment am Ersten Weltkrieg teil. Danach lebte er von 1919 bis 1934 als selbständiger Kaufmann in Königsberg.
Zum 6. Juni 1925 trat Fuchs in die NSDAP ein (Mitgliedsnummer 7.086). In den Jahren 1929 bis 1930 übernahm er sein erstes öffentliches Amt als Stadtverordneter. Am 1. August 1934 wurde Fuchs zum Gauamtsleiter des Hauptamtes für Volkswohlfahrt in Ostpreußen ernannt und blieb in dieser Funktion bis Ende Dezember 1938. 
Im Februar 1935 trat Fuchs im Nachrückverfahren für den verstorbenen Abgeordneten Waldemar Weißel in den nationalsozialistischen Reichstag ein, dem er bis zum Ende der NS-Herrschaft im Frühjahr 1945 als Abgeordneter für den Wahlkreis 1 (Ostpreußen) angehörte. Daneben war er Mitglied des Preußischen Staatsrates, 1933 für einige Monate Mitglied des Ostpreußischen Provinziallandtages und seit 1935 Mitglied des Provinzialrates Ostpreußen.